# Seznam zračnih postaj Korpusa mornariške pehote Združenih držav Amerike
Seznam zračnih postaj Korpusa mornariške pehote ZDA.
- MCAS Beaufort
- MCAS Camp Pendleton
- MCAS Cherry Point
- MCAS Futenma
- MCAS Henoko
- MCAS Iwakuni
- MCAS Kaneohe Bay
- MCAS Miramar
- MCAS New River
- MCAS Quantico
- MCAS Yuma